# Drosophila beardsleyi
Drosophila beardsleyi är en tvåvingeart som beskrevs av Elmo Hardy 1965. Drosophila beardsleyi ingår i släktet Drosophila och familjen daggflugor.
Artens utbredningsområde är Hawaii.